# T–150
A T–150 szovjet kísérleti nehéz harckocsi, amelyet 1940–1941-ben készítettek a Kirov gyár Zsozef Kotyin vezette tervezőirodájában (SZKB–2). A KV–1 nehéz harckocsi módosított változata.

## Története
1940. július 17-én a kommunista Szovjetunió azt a határozatot hozta, hogy továbbfejlesztik a jól ismert KV–1-es harckocsit. Minderre az ösztönözte a Szovjeteket, hogy a németek elkezdtek dolgozni egy újabb nehéz harckocsin (amelyet Kelet-Európa csataterein vetettek be később a Szovjetunió ellen). November 5-re a Szentpétervári Kirov nevezetű gyár legyártotta a T–150-es harckocsi prototípusát. A háború sürgette a Vörös Hadsereget ezért aztán az oroszok 1941 júniusában el is akarták kezdeni a harckocsi tömeges gyártását, amilyen hamar csak lehetett. Ennek ellenére a harckocsi nem lett tömegesen legyártva soha mint T–150-es. Kevés időre rá kisebb változtatásokkal valamint a hibák kiküszöbölésével a KV–3 nevezetű nehézjármű gyártásába kezdtek amely nagyon hasonló a T–150-es nehéz harckocsihoz.

## A harckocsi felépítése
A T–150-es egy 51 tonnás harckocsi amely sok mindenben hasonló elődjéhez. A jármű tornya nem is különbözik a KV–1-es tornyától. A 700 lóerős dízeles hajtómű egy közepesen jó haladási sebességet biztosít a járműnek. Az 1941-es teszt szerint a harckocsi 199 km megtételére képes egy tele üzemanyagtartállyal.

### Páncélzat
Maga a váz páncélzata erős, a harcászatban a páncél vastagságának és az illető rész dőlésszögének aránya fontos mennyiség egy harckocsi esetében.Ennek a mennyiségnek mértékegysége: mm/fok.
Páncélzat vastagsága:
- Elülső: 90 mm
- Oldalsó: 90 mm
- Hátulsó: 75 mm
- Toronypáncél: 90 mm
- Alsó rész: 20 mm

### Lövedék típusai
A T–150-es harckocsi APCR, AP valamint HE töltetek kilövésére volt képes.
- Az AP egy páncéltörő lövedék amelyet harckocsik elpusztítására használták. Mivel sok repeszt is tartalmazott, a páncél áttörése után esetlegesen végzett a legénységgel is olykor pedig képes volt berobbantani az üzemanyagot vagy a töltényeket.
- Az APCR lövedék hasonló az AP lövedékhez, viszont mivel másképpen volt becsomagolva, úgynevezett „burokba” ezért nagyobb távolságot tudott megtenni és nagyobb károkat volt képes becsapódáskor okozni.
- A HE típusú lövedékeket többnyire gyalogság ellen használták mert sok repeszt tartalmaz.

## Érdekességek
A T–150-es harckocsiból egy prototípus készült, amelyik Szentpétervárnál veszett oda, miközben a várost védte.

## Fordítás
- Ez a szócikk részben vagy egészben  a(z)   Т-150 (танк) című orosz Wikipédia-szócikk fordításán alapul.  Az eredeti cikk szerkesztőit annak laptörténete sorolja fel. Ez a jelzés csupán a megfogalmazás eredetét és a szerzői jogokat jelzi, nem szolgál a cikkben szereplő információk forrásmegjelöléseként.